# Dioctria danica
Dioctria danica är en tvåvingeart som först beskrevs av Franz Paula von Schrank 1803.  Dioctria danica ingår i släktet Dioctria och familjen rovflugor.
Artens utbredningsområde är Tyskland. Inga underarter finns listade i Catalogue of Life.